# David Gaz
David Gaz est un réalisateur, acteur, producteur, monteur et scénariste américain.

## Filmographie partielle

### Comme réalisateur et acteur
- 2005 : Diamond Zero